# Ивановка (Нижнеингашский район)
Ива́новка — село в Нижнеингашском районе Красноярского края. Административный центр Ивановского сельсовета.

## География
Село находится в восточной части края, в пределах таёжной лесорастительной зоны, на правом берегу ручья Обинский, при автодороге 04Н-689, на расстоянии приблизительно 10 км (по прямой) к северу от Нижнего Ингаша, административного центра района. Абсолютная высота — 288 м над уровнем моря.
Климат
Климат характеризуется как резко континентальный, с продолжительной морозной малоснежной зимой и коротким жарким летом. Зима продолжается в течение 6-7 месяцев. Абсолютный минимум температуры воздуха составляет −51 °C (по данным метеостанции г. Канска). Продолжительность периода с температурой более 10˚С составляет 100—110 дней. Среднегодовое количество атмосферных осадков составляет 484 мм.

## История
Основано в 1900 году. По данным 1926 года в селе Ивановское имелось 108 хозяйств и проживало 512 человек (244 мужчины и 268 женщин). В национальном составе населения того периода преобладали украинцы. В административном отношении являлось центром Ивановского сельсовета Нижне-Ингашского района Канского округа Сибирского края.

## Население
| 2010 |
| ---- |
| 276  |

Половой состав
По данным Всероссийской переписи населения 2010 года, в гендерной структуре населения мужчины составляли 48,2 %, женщины — соответственно 51,8 %.
Национальный состав
Согласно результатам переписи 2002 года, в национальной структуре населения русские составляли 92 % из 284 чел.